# Hermann Scherchen
Hermann Scherchen, né à Berlin le 21 juin 1891 et mort à Florence le 12 juin 1966, est un chef d’orchestre allemand.

## Biographie
Fils d'aubergiste, né dans un quartier ouvrier de Berlin, Hermann Scherchen, très vite passionné par la musique, connaîtra les chemins de traverse d'un autodidacte. Jeune, il apprend à jouer de l'alto et devient altiste dès l'âge de seize ans. De 1907 à 1910, il joue régulièrement avec l'Orchestre Blüthner (de) et temporairement, avec l'Orchestre philharmonique de Berlin.
En 1911 il est assistant d'Arnold Schönberg pour préparer la création du Pierrot lunaire.L'œuvre  est créé à Berlin le 16 octobre 1912 par Schoenberg lui-même, et une tournée durant laquelle Scherchen fait ses débuts de chef d'orchestre est organisée en Allemagne,.

### Début de carrière
En 1914, Hermann Scherchen devient l'un des chefs de l'Orchestre symphonique de Riga pendant sa saison d'été, mais, lorsque la Première Guerre mondiale éclate, il devient « prisonnier civil de guerre » jusqu'à la fin des hostilités. Il retourne ensuite à Berlin, où il fonde un quatuor à cordes qui porte son nom, ainsi qu'une société musicale, la Neue Musikgesellschaft (Société de nouvelle musique), qui organise des concerts de musique moderne avec le concours d'artistes tels qu'Adolf Busch, Artur Schnabel et Béla Bartók. En 1919, il crée Melos, une revue consacrée à la musique contemporaine puis, l'année d'après, devient lecteur à la Musikhochschule de Berlin et dirige une chorale d'ouvriers. En 1921, on le retrouve à la tête de l'Orchestre du Konzertverein de Leipzig, puis, de 1922 à 1924, à Francfort, où il remplace Wilhelm Furtwängler pour les Museumskonzerte. 
Dès 1923, il est l'un des membres fondateurs de la S.I.M.C (Société Internationale de musique contemporaine) et établit des liens avec la ville de Winterthur, où il dirige régulièrement jusqu'en 1947, prenant, pour un certain temps, le poste de directeur du Collège de musique. En 1923 également, il dirige l'une des toutes premières exécutions de L'Histoire du soldat d'Igor Stravinsky, avec Carl Ebert comme récitant.
Parmi ses premières de l'époque, on peut citer les Trois fragments du Wozzeck d'Alban Berg qui acheva son opéra en 1924, mais n'eut pas la possibilité de le faire exécuter sur scène ; Scherchen lui suggéra cette introduction, qui permit au compositeur de se faire reconnaître et attira l'attention d'Erich Kleiber, lequel assura la création de l'opéra le 14 décembre 1925 à l'Opéra d'État de Berlin,, l'air de concert Der Wein de Berg, avec la soprano Ruzena Herlinger, le Concerto à la mémoire d'un ange du même, donné en première audition par la S.I.M.C à Barcelone le 19 avril 1936, soit trois mois après le décès du compositeur ; de nombreuses œuvres de Paul Hindemith et l'opéra en quarts de ton Matkà (La mère) du Tchèque Alois Hába. 
Au début de l'automne 1924, Scherchen et Hindemith, organisent du 15 au 18 septembre, un petit festival à Francfort-sur-le-Main consacré à Arnold Schoenberg, dont le cinquantième anniversaire avait eu lieu le 13. Le programme comprend, entre autres, Das Buch des hängenden Gärten (Le Livre des jardins suspendus), la Symphonie de chambre, des pièces pour piano, avec le concours d'Eduard Steuermann, et le Pierrot lunaire.
En 1928, Hermann Scherchen devient le directeur général de la musique à la radio de Königsberg, poste qu'il occupe jusqu'en 1931. Par ailleurs, il devient chef de l’Orchestre de l'ORAG, mais il en prend congé à la fin de l'année 1932, en même temps qu'il quitte l'Allemagne nazie, en raison de son opposition au régime en place, pour la Belgique jusqu'en 1936, puis la Suisse. Il profite de son exil pour voyager beaucoup, travaillant à Bruxelles, à Vienne ou en Suisse comme chef invité. Il finit par s'installer définitivement dans ce pays, d'abord à Neuchâtel, puis à Zurich, où il occupe un deux-pièces qu'il partage avec sa mère. En 1936, il est à Budapest et compte Rolf Liebermann parmi ses élèves : 
En 1937, il crée à Vienne l'Orchestre Musica Viva, avec lequel il donne son dernier concert le 10 mars 1938, en raison de l'Anschluss. Il épouse alors la compositrice chinoise Xiao Shuxian, avec qui il aura trois enfants, dont Tona Scherchen-Hsiao (née en 1938), elle-même devenue compositrice.
De 1944 à 1950, il dirige l'orchestre de la Radio de Beromünster, la station de radiodiffusion de Zurich. Lorsque les trois principaux orchestres des radios de Suisse alémanique – Zurich, Berne et Bâle – s'unissent, ils prennent le nom de Studio Orchester, et Scherchen en devient le directeur musical. Dans l'immédiat après-guerre, il reçoit plusieurs propositions pour revenir en Allemagne : chef principal de l'Orchestre philharmonique de Berlin, de l'Orchestre du Gewandhaus de Leipzig ou de l'Orchestre Radio-Symphonique. On lui offre un poste à l'Opéra d'État de Berlin ainsi que la direction artistique du Conservatoire de Leipzig. Scherchen refuse tout, préférant créer à Bruxelles sa maison d'édition Ars Viva Verlag, destinée à publier les œuvres des auteurs contemporains,,.

### Dernières années
En 1950 sa mère meurt à quatre-vingt-huit ans ; sa femme Xiao Shuxian le quitte, il rompt toute collaboration avec la radio suisse et se sépare, après vingt-huit années de collaboration, du Collège de Musique de Winterthur. Ayant fait, au retour d'un concert à Prague, l'apologie de la culture des pays de l'Est, il est en proie à une vindicte et préfère démissionner de toutes ses fonctions en Suisse alémanique. Il s'installe dans le Tessin, à Gravesano. Il rencontre alors la mathématicienne roumaine Pia Andronescu, qui va le sauver du suicide. Elle devient sa femme et la mère de ses cinq derniers enfants, dont l'aînée, Myriam, a consacré sa vie non seulement à la mémoire de son père, mais aussi à la réédition des enregistrements de concert et de studio de son père avec la firme discographique Tahra, fondée en compagnie de René Trémine. De plus en plus intéressé par les recherches électro-acoustiques, Scherchen crée, en 1954 avec le soutien de l'UNESCO le Studio de Gravesano, aboutissement d'un projet qu'il date lui-même des années 1920. 
Ce studio expérimental d'électro-acoustique donne lieu à de nombreux congrès. Dans ce cadre, Scherchen publie les Graversaner Blätter littéralement : Lettres de Gravesano. Il s'agit, en fait, de publications régulières donnant la parole aux compositeurs contemporains. En 1956, il est nommé avec Josef Krips Premier chef de l'Orchestre symphonique de Vienne et effectue de nombreux enregistrements. Pendant un an (1959-1960), il prend la direction de la Nordwestdeutsche Philharmonie à Herford, en Westphalie du Nord ; ce sera son dernier poste permanent. Durant toutes ces années d'après-guerre, il est fréquemment invité à diriger en France, en Angleterre et en Italie. C'est également en 1950 qu'il s'engage avec la firme Westminster, pour laquelle il réalise la plupart de ses enregistrements.
Dans les musiques moderne et contemporaine Scherchen est un défenseur de la Seconde école de Vienne (Arnold Schoenberg, dont il enregistre une version d'Erwartung avec Magda László, Alban Berg et Anton Webern), il dirige aussi le Richard Strauss de la fin des années 1940, Edgar Varèse, Albert Roussel, Paul Dessau ou, encore, certaines œuvres de son élève, Karl Amadeus Hartmann, auteur de l'opéra Simplicius Simplicissimus, au livret duquel il a collaboré. Il fait connaitre de jeunes compositeurs sériels comme Bruno Maderna, Pierre Boulez, Boris Blacher, Norman Del Mar, Walter Goehr, Iannis Xenakis ou Luigi Dallapiccola : 
Créateur de plus de deux cents œuvres contemporaines, il compte parmi les chefs d'orchestre du siècle au plus vaste répertoire, allant de Giovanni Gabrieli et Bonaventura Cavalieri à Luigi Nono et Karlheinz Stockhausen.

## Style
Dans un conseil adressés à Rolf Liebermann il dit : « Il est inutile d'apprendre à diriger. Contente-toi d'étudier les partitions. Tu ne feras jamais un geste faux si tu entends bien le morceau dans ta tête. »
Il défend Bach, Haydn, dont il est le premier à réaliser l'enregistrement intégral des symphonies dites Londoniennes, ou, encore, Purcell. 
Il enregistra un bon nombre des Symphonies de Gustav Mahler (à savoir la no 1; les nos 2, 3, 5, 6, 7, la 8eme, ou symphonie des mille ; nos 9 et 10). Il orchestre L'Art de la fugue, qu'il dirige le 14 mai 1965 à Lugano.
Scherchen a écrit plusieurs traités sur la musique et la direction d'orchestre. Il enseigne à de jeunes débutants comme Francis Travis (en), qui fut d'abord son assistant, ou Igor Markevitch.
Toujours dans les années 1950, Hermann Scherchen dirige les Premières de Das Verhör des Lukullus de Paul Dessau (1951, Berlin) ou, encore, du König Hirsch de Hans Werner Henze (1956, Berlin). Il correspond toujours avec Schoenberg, dont il a créé à Darmstadt la Danse autour du Veau d'or extraite de Moses und Aron (1951, Darmstadt). Par ailleurs, Scherchen travaille sur la partition pour son ami et collègue Hans Rosbaud qui en assure la première, le 12 mars 1954 à Hambourg. Scherchen, lui, dirige l'ouvrage à Berlin en 1959, en version scénique.
Après être allé aux États-Unis pour diriger le Philadelphia Orchestra en 1964, Scherchen retourne en Suisse. Le 12 juin 1966, il succombe à une crise cardiaque alors qu'il se trouve à Florence pour diriger L'Orfeide de Gian Francesco Malipiero, sa dernière prestation enregistrée, six jours avant sa mort.

## Œuvres créées par Hermann Scherchen (sélection)
- Schoenberg, Symphonie de chambre no 1 en si bémol, 1911
- Hindemith
  - Kammermusik no 1, Donaueschingen, 31 juillet 1922
  - Konzertmusik für Blaserorchester, op. 41, 24 juillet 1926
  - Der Lindberghflug: Vorspiel, Baden-Baden, 27 juillet 1929
- Berg
  - Der Wein, avec la soprano Ruzena Herlinger, Koenigsberg, 4 juin 1930.
  - Concerto pour violon, Concerto à la mémoire d'un ange, Barcelone, 19 avril 1936 par l'S.I.M.C - soliste, Louis Krasner
- Roussel, Aeneas : ballet pour chœur et orchestre, Bruxelles, 31 juillet 1935
- Hába, Matkà(La mère) opéra, Munich, 1930
- Webern
  - Das Augenlicht, Londres, 1938
  - Variations, op. 30, 1943
- Strauss, Symphonie pour treize instruments à vent, 1946
- Hartmann
  - Miserae, poème symphonique, Prague, 1935
  - Symphonie no 1 ouverture ou : Tentative pour un Requiem, 1947
- Dallapiccola, Le Prisonnier, Florence, 2 décembre 1950, au cours du Mai florentin
- Schoenberg, La Danse autour du Veau d'or, extrait de Moses und Aron, Darmstadt, 2 juillet 1951
- Dallapiccola, Chants de Libération, 1955
- Dessau, Das Verhör des Lukullus, d'après Bertolt Brecht, Berlin, 17 mars 1951 à L'Opéra d'État de Berlin
- Varèse, Déserts, Paris, 2 décembre 1954 au Théâtre des Champs-Élysées, avec l'Orchestre national de l'ORTF (Tahra Tah 599/600)
- Stockhausen, Kontrapunkte no 1, Cologne, 26 mai 1953 avec l'Orchestre symphonique de la WDR
- Nono, Il canto sospeso, Cologne, 24 octobre 1956 avec l'Orchestre de la radio de cologne (West Deutsche Rundfunk)
- Henze, König Hirsch, Berlin, 23 septembre 1956 avec l'Orchestre du Städtische Oper
- Xenakis
  - Pithoprakta, Munich, 8 mars 1957 dans le cadre du Festival Musica Viva, avec l'Orchestre symphonique de la Radiodiffusion bavaroise
  - Achorripsis, Buenos Aires, 20 juillet 1958 au Teatro Colón avec l'Orchestre du théâtre
  - Terretektorh, Royan, 3 avril 1966, dans le cadre du Festival de Royan avec l'Orchestre philharmonique de l'ORTF
- Milhaud, Fiesta, sur un texte de Boris Vian, Berlin-Ouest, 3 octobre 1958
- Fortner, Corinna, d'après Gérard de Nerval, Berlin-Ouest, 3 octobre 1958 avec l'Orchestre du Städtische Oper
- Ballif, À Cor et à cri, Paris, 30 décembre 1965, au Théâtre des Champs-Élysées, avec l'Orchestre de l'ORTF.

## Compositions
- Lieder
- Œuvres pour chœur
- Trio
- Sonate pour piano

## Écrits
- (de) Das Lehrbuch des Dirigierens, par Hermann Scherchen, Éditions Weberverlag, Leipzig, 1929
  - Traduction française La direction d'orchestre, par Hermann Scherchen, éditions Actes Sud, 1986
- (de) Vom Wesen der Musik, par Hermann Scherchen, Winterthur, 1946
- (en) The Nature of Music, par Hermann Scherchen, éditions Dennis Robson, 1950 (traduction anglaise de l'ouvrage précédent)
- (de) Musik für Jedermann, par Hermann Scherchen, Winterthur, 1950
- (de) Alles hörbar machen, sélection de correspondance avec son épouse allemande Gustel Jansen, 1972
- (de) Werke und Briefe, par Hermann Scherchen, éditions Peter Lang, 1991
- Mes deux Vies, récit autobiographique, par Hermann Scherchen (Préface de Paul Badura-Skoda et Rolf Liebermann ; traduction de Myriam Scherchen ; discographie établie par René Tremine), éditions Tahra, 1992

## Dédicaces, hommages
- K.A. Hartmann, lui a dédié son premier quatuor à cordes « Carillon » (1936)
- Claude Balif : 1959-1965, Ceci et cela op. 26 (1959-1965) Premier concert à huit pour flûte, hautbois, clarinette, basson, cor, trompette, trombone, tuba & orchestre et la mémoire d’Hermann Scherchen [3(I, II, III+picc.).3.3(I, II+cl. picc., III+cl.b.). 3(+2saxh.) - 4.4.4(III+b., IV+cb.).2 - 12perc.4org. 9.9.6.4.4]

## Articles contextuels
- Tona Scherchen
- Xiao Shuxian
- Tahra